# Darabos Zsigmond
Darabos Zsigmond (Kecel, 1750 – Buda, 1804. március 11.) piarista rendi pap és tábori lelkész.

## Élete
Pesten végzett középiskolai tanulása után 1772-ben a piarista rendbe lépett és miután tudományos pályáját bevégezte, több helyen tanított. A török és francia háborúk alatt egy lovas ezrednek volt tábori papja; 1802-ben tábori főpapi rangra emeltetett; ekkor nyugalomba vonult.

## Munkái
- Darabos Zsigmondnak Istenes hadi beszédi és tanitási. Buda, 1802